# Корнутяк, Владимир Петрович
Влади́мир Петро́вич Корнутя́к (укр. Володимир Петрович Корнутяк; род. 24 июля 1983, Чоп, Закарпатская область) — украинский футболист, защитник.

## Биография

### Клубная карьера
Зимой 2002 года попал в «Закарпатье-2», клуб выступал во Второй лиге Украины и сыграл 11 матчей. 8 июня 2003 года дебютировал за основу «Закарпатья» в Первой лиге в домашнем матче против иванофранковского «Спартака» (2:0), Корнутяк вышел в перерыве вместо Василия Стецо. Всего в команде провёл около трёх лет и сыграл всего 11 матчей в чемпионате, в Кубке Украины провёл 3 матча и забил 1 гол, также провёл 35 матчей в молодёжном первенстве Украины. В июле 2007 года появилась информация о том, что Корнутяк завершил карьеру из-за травмы. Первую половину сезону 2008/09 он провёл в иванофранковском «Прикарпатье» и сыграл в Первой лиге 12 матчей, также провёл 1 матч в кубке.
В феврале 2009 года перешёл в клуб «Харьков», где тренером был Михаил Стельмах. 7 марта 2009 года дебютировал в Премьер-лиге Украины в домашнем матче против донецкого «Металлурга» (1:0), Корнутяк вышел на 83 минуте вместо Артёма Касьянова. Всего за клуб в чемпионате Украины Владимир сыграл 4 матча, также провёл 3 матча в молодёжном первенстве. По итогам сезона 2008/09 «Харьков» занял последнее 16 место и вылетел в Первую лигу. В июле 2009 года он покинул расположение клуба.
В 2010 вместе с командой «Берегвидейк» из города Берегово стал победителем любительского Кубка Украины, в финале команда обыграла «Славхлеб» (4:2 по сумме двух матчей).

### Вне футбола
В 2010 году был выбран в городской совет Чопа от «Народной партии».

## Достижения
- Обладатель любительского Кубка Украины: 2010